# Мокона
Мокона (ісп. Saltos del Moconá, порт. Salto do Yucumã) — водоспад в центрально-східній частині Південної Америки, на річці Уругвай (басейн Ла-Плати), в північно-східній Аргентині, на кордоні із Бразилією.

## Географія
Водоспад розташований в провінційному парку «Мокона» (ісп. Parque provincial Moconá) в північно-східній частині Аргентини, у верхній течії річки Уругвай (1 215 км від гирла впадіння річки у Ла-Плату), в східній частині провінції Місьйонес, на кордоні із Бразилією, за 200 км на схід — північний схід від адміністративного центру провінції — Посадас та за 930 км на північ — північний схід від столиці країни — Буенос-Айрес.
Вода водоспаду падає вниз з висоти в 10-11 м в жолоб, який був утворений у базальтовому плато і місцями досягає глибини понад 100 м. Ширина водоспаду становить 2 065 м, максимальна — 2 743 м. За шириною, водоспад Мокона є одним із найбільших у світі і за попередніми даними — шосте місце, після водоспадів Кхон — 10 783 м, Пара — 5 608 м, Гуайра — 4 828 м), Конго — 3 200 м та Іґуасу — 2 682 м. Особливістю будови водоспаду є те, що він розташовується вздовж русла річки, тоді як переважна більшість водоспадів розташована поперек русла.
З мови південноамериканських індіанців гуарані, аргентинська назва водоспаду Мокона перекладається як — «Той, що ковтає все». Бразильська назва: Yucumã, означає — «Велике падіння».

## Історія
Також, як і водоспад Іґуасу, який лежить за 170 км на північ — північний-захід, Мокона був сформований в базальтовому плато «Парана», в крейдовий період.
У 1967 році був створений заповідник «Мокона» після того, як поміщик Хуан Альберто Гаррієт, пожертвував для нього 999 акрів землі, в місцевості де розташований знаменитий водоспад.
27 червня 1991 року законом № 2.854, був створений провінційний парк «Мокона».
У 1970-х роках розроблявся проєкт «Ронкадор» по будівництву на річці Уругвай в районі водоспаду Мокона ГЕС. З часом, проєкт «Ронкадор» не був втілений у життя через його високу вартість та перевагу екологічного туризму. Був прийнятий закон по захисту водоспаду Мокона, який фактично забороняє будівництво будь-якої греблі, водосховище якої затопило би водоспад.

## Галерея
|  | Водоспад Мокона |